# Glenn Luther Martin
Pour les articles homonymes, voir Martin.
Glenn Luther Martin est un pionnier de l'aviation américain, né le 17 janvier 1886  à Macksburg et mort le 5 décembre 1955 à Baltimore.

## Biographie
Dès son enfance, Glenn Luther Martin est fasciné par l’aviation, surtout après avoir lu les comptes rendus des expériences d’Octave Chanute et de Samuel Pierpont Langley. Il abandonne ses études commerciales entreprises à l’université wesleyenne du Kansas. Il s’installe en Californie en 1905, y ouvre un atelier de réparation de voitures, mais consacre son temps libre à construire des planeurs.
Le 10 mai 1912, Martin accomplit un vol aller-retour entre Newport Bay, et Avalon, sur l'Île Santa Catalina (110 km parcourus en 37 min pour l'aller) à bord d'un hydravion qu'il a monté lui-même : il brise ainsi le record de vol au-dessus de la mer, détenu jusque-là par les Anglais. À Santa Catalina, il embarque même un sac de courrier et recevra une prime de 100 $ pour cet exploit. Il ricoche sur les vagues lors de la Course des Grands Lacs en 1913, un concours d'hydravions sur 1 550 km, et son avion coule sans recours.

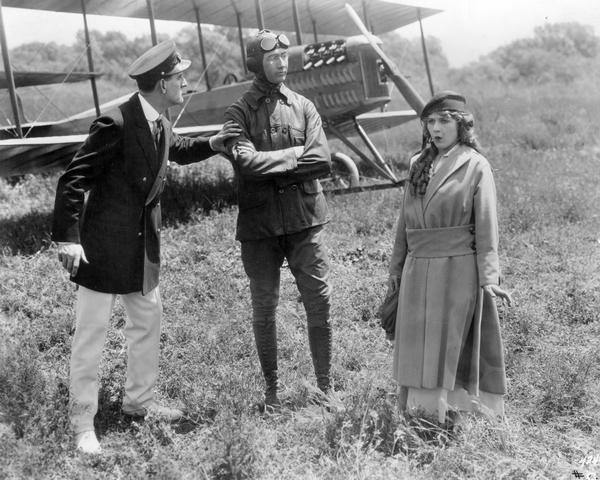
Kenneth Douglas, Glenn Martin et Mary Pickford dans le film muet A Girl of Yesterday (1915) avec, au second plan, un biplan Martin Modèle TT.

En 1912, il aménage son atelier dans un ancien temple méthodiste de Los Angeles. Pour payer les fournitures et les machines, il participe à des spectacles d'acrobatie aérienne lors des foires sur la aérodromes de Californie. Ayant lu qu'Hollywood recherchait un pilote pour tourner un film, il répond à l'annonce et obtient de jouer le rôle d'un aviateur intrépide dans A Girl of Yesterday (1915), aux côtés de Mary Pickford et de Frances Marion, qui deviendra l'une des plus célèbres scénaristes d'Hollywood, mais il répugne à jouer la comédie amoureuse et ne tourne certaines scènes qu'à l'insistance pressante d'Adolph Zukor, le patron de Paramount ,.
Glenn Luther Martin s'improvise constructeur à son compte mais son affaire est rachetée par les frères Wright en 1916. Il crée l'année suivante la Glenn L. Martin Company à Cleveland, dans l'Ohio. Il engage un jeune ingénieur, Donald W. Douglas, et produit le premier bombardier véritablement opérationnel utilisé par l'Air Service américain : le Martin MB-1, un grand biplan commandé par l'US Army. Cet appareil n'entra en service qu'après la fin des hostilités mais le modèle suivant, le Martin MB-2, connut aussi le succès et 20 furent commandés par l'US Army Air Service. En 1925, l'Industrial Bureau l'engage à rapprocher ses usines de la Côte est et à s'établir au Maryland ; toutefois, Glenn Martin doit négocier pendant trois ans avec 45 propriétaires fonciers pour obtenir les terrains de Middle River qu'il convoite. Ces négociations attirent l'attention de la presse locale qui pressent que l'usine d'avions est une chance pour l'industrialisation de la région. Enfin en 1928, la Glenn L. Martin Company prend possession des terrains. Martin a créé l'école d'ingénieurs de  l'université du Maryland : le Glenn L. Martin Institute of Technology à College Park. La soufflerie de l'université porte également le nom de Martin.
Glenn L. Martin est mort des complications d'un infarctus. Sa société fusionnera avec Martin Marietta (1961) et deviendra une filiale de Lockheed Martin.